# Benifallet
Benifallet és un poble i municipi de Catalunya pertanyent a les Terres de l'Ebre. El terme municipal de Benifallet, d'una extensió de 62,61 km² és situat a l'extrem més septentrional de la comarca del Baix Ebre, al límit amb les comarques veïnes de Terra Alta i la Ribera d'Ebre. Al termenal amb Miravet hi ha la Roca Folletera, divisòria històrica del terme de Tortosa. El terme confronta amb Prat de Compte (W) i el Pinell de Brai (NW), municipis de Terra Alta; amb Miravet (N) i Rasquera (NE), de la Ribera d'Ebre i amb Tivenys (S), Paüls (W) i Xerta (SW), de la mateixa comarca del Baix Ebre. Molt accidentat, el municipi s'estén a ambdues ribes de l'Ebre, i comprèn la vall del riu, delimitada al SE per les elevacions de les muntanyes de Cardó, divisòria d'aigües entre l'Ebre i la mar, mentre per la dreta la vall del riu resta encaixada i tancada per les serres dels Aguilars i de Vallplana i els cims de Portell.
L'última dècada Benifallet ha gaudit d'un fort creixement turístic gràcies a l'explotació de les Coves de Benifallet i la navegabilitat de l'Ebre.
Gastronòmicament, cal destacar el "pastisset de Benifallet" com a producte local amb reconeixement arreu del territori català.

## Geografia
- Llista de topònims de Benifallet (Orografia: muntanyes, serres, collades, indrets..; hidrografia: rius, fonts...; edificis: cases, masies, esglésies, etc).

## Història
El nom de Benifallet apareix per primera vegada en documents de 1153. El lloc ja existia abans de la conquesta de Tortosa per Ramon Berenguer IV. El 1208 el rei Pere el Catòlic va lliurar el castell a Guillem IV de Cervera qui, en 1215, el va lliurar al seu torn als cavallers de l'orde del Temple. Posteriorment Benifallet retornà a la jurisdicció reial per mitjà de la seva vinculació amb la ciutat de Tortosa. El 1207 Ramon de Montcada donà aquests llocs a Bernat Oliver Fuster amb els seus termes i pertinences, perquè el posseís, explotés i hi establís conreadors.
La primera carretera que enllaçà Benifallet amb una altra població arribà el 1917, per tant, el poble abans d'aquesta data es comunicava amb l'exterior per mitjà dels llaguts. Els llaguts servien per transportar persones, però també per comercialitzar productes i dotar de serveis mínims el poble.
Són considerables les riuades que van cobrir d'aigua la meitat del poble, fins que el 1957 es construí el pantà de Mequinensa i el cabal del riu va quedar controlat.
La barca de Benifallet fou utilitzada durant anys per comunicar Benifallet amb les poblacions de l'altra banda de riu. L'embarcació va deixar de funcionar el 1991, any en què s'inaugurà el Pont del Llaguter, infraestructura que forma part de la C-12 o Eix de l'Ebre i uneix la riba dreta del riu Ebre amb Benifallet. Té un carril per a cada sentit de la circulació i un petit pas a tots dos laterals per als vianants.

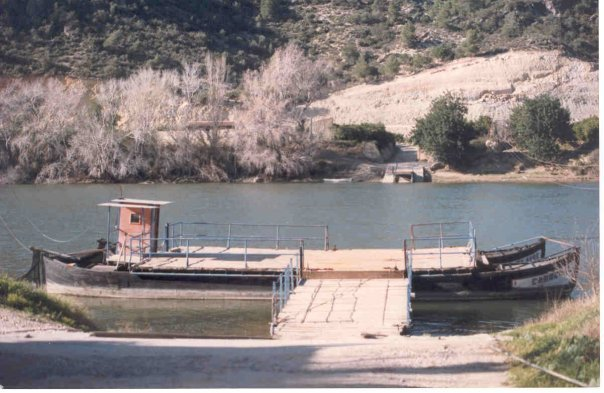
Barca de Benifallet

## Demografia

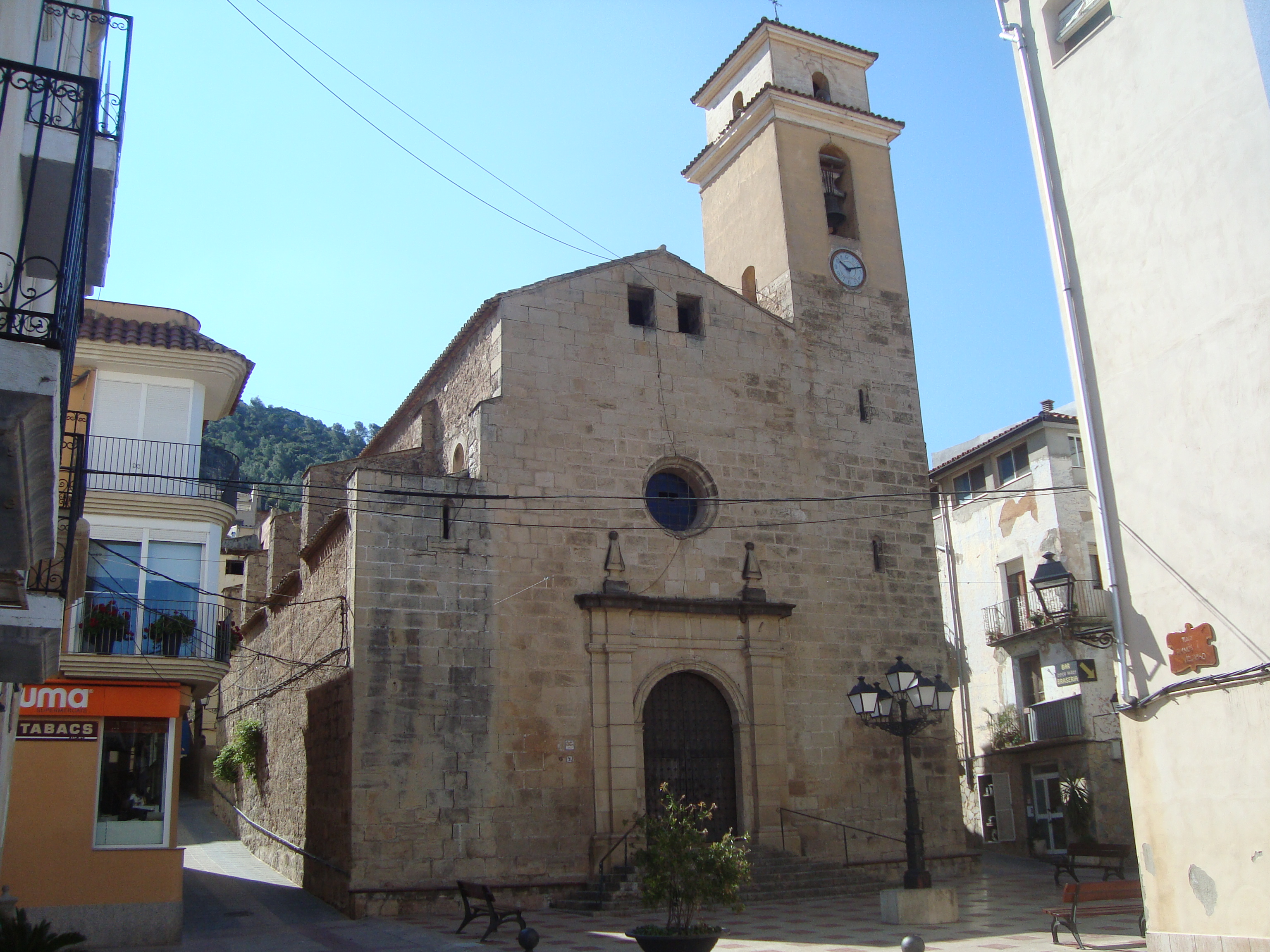
Església de Santa Maria de l'Assumpció (Benifallet)

| 1497 f | 1515 f | 1553 f | 1717 | 1787 | 1857  | 1877  | 1887  | 1900  | 1910  |
| ------ | ------ | ------ | ---- | ---- | ----- | ----- | ----- | ----- | ----- |
| 61     | 65     | 67     | 199  | -    | 1.388 | 1.644 | 1.889 | 2.008 | 1.989 |

| 1920  | 1930  | 1940  | 1950  | 1960  | 1970  | 1981  | 1990 | 1992 | 1994 |
| ----- | ----- | ----- | ----- | ----- | ----- | ----- | ---- | ---- | ---- |
| 1.920 | 1.707 | 1.476 | 1.479 | 1.368 | 1.183 | 1.034 | 995  | 932  | 932  |

| 1996 | 1998 | 2000 | 2002 | 2004 | 2006 | 2008 | 2010 | 2012 | 2014 |
| ---- | ---- | ---- | ---- | ---- | ---- | ---- | ---- | ---- | ---- |
| 896  | 886  | 883  | 863  | 821  | 1029 | 802  | 788  | 771  | 703  |

| 2016 | 2018 | 2020 | 2022 | 2024 | 2026 | 2028 | 2030 | 2032 | 2034 |
| ---- | ---- | ---- | ---- | ---- | ---- | ---- | ---- | ---- | ---- |
| 708  | 714  | 723  | 739  | 718  | -    | -    | -    | -    | -    |

## Llocs d'interès

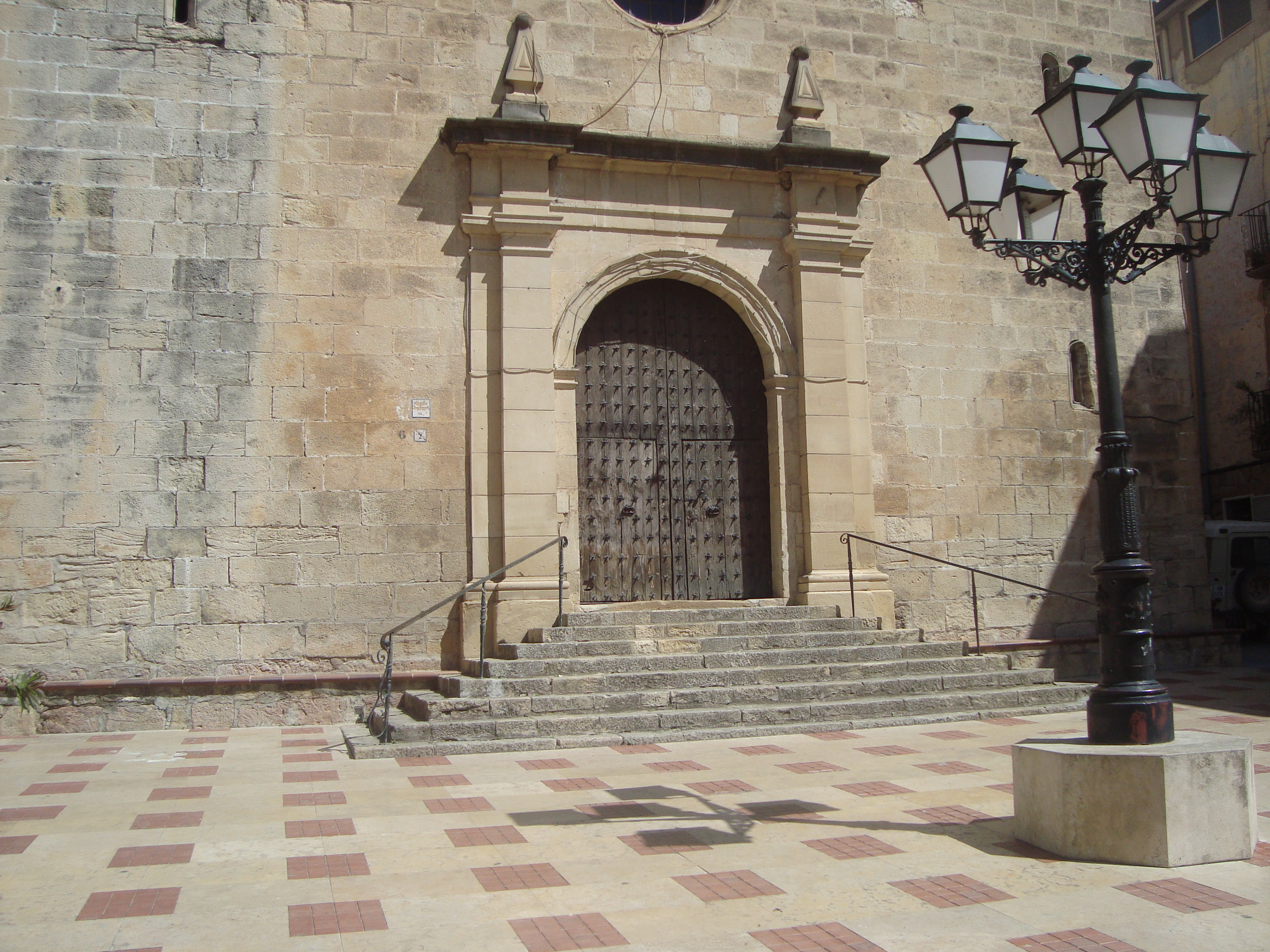
Església de Santa Maria de l'Assumpció de Benifallet.

- L'església parroquial aquesta dedicada a la Nativitat de la Verge. Es va construir el 1635 i va ser reconstruïda per complet en finalitzar la Guerra Civil espanyola. En la part alta de la ciutat es troba l'antic temple parroquial, també sota l'advocació de la Verge, construït el segle xiii. És d'estil romànic i en el seu interior es conserven dues sepultures dates en 1298 i 1300 així com diverses pintures al fresc. L'any 2006, sota el paviment de l'església vella, va ser trobada una escultura de la Verge, datable cap al 1300: es tracta d'una obra que ja reflecteix els nous paràmetres gòtics, però aplicats de forma molt rígida per un tallista de formació tradicional.[3]

- Al massís de Cardó es troba l'antic convent de Sant Hilari de Cardó,[4] fundat el 1605 pel carmelità tortosí Pere Pau Revull, i la comunitat de carmelitans descalços s'hi establé el 1617. Va arribar a tenir una comunitat composta per 30 persones, entre monjos i eremites. El 1835, després de l'exclaustració, el convent va quedar suprimit. L'antiga església, una construcció del segle xviii, funciona actualment com a museu. Queden dempeus algunes de les 13 ermites que formaven el conjunt del convent, encara que la majoria d'elles es troben en ruïnes.

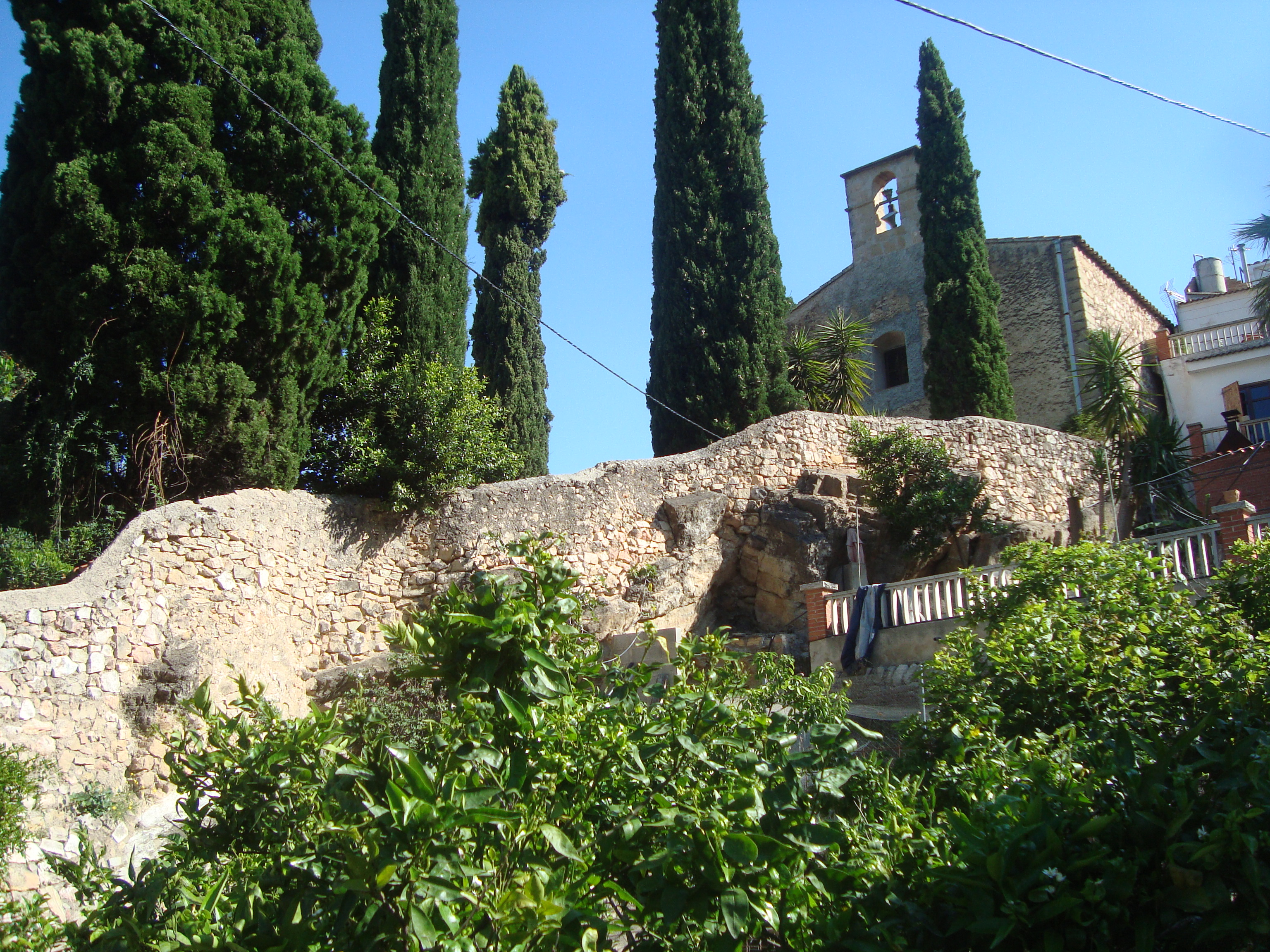
Ermita de la Nativitat de la Mare de Déu de Dalt o del Calvari (Benifallet).

Molt a prop de l'antic convent es va construir, el 1866 el Balneari de Cardó, que aprofitava les aigües medicinals de Cardó. El balneari tingué una vida florent a la primeria de segle. El 1938 va servir com a hospital de les tropes republicanes. Va funcionar activament com a balneari fins al 1967.
- Les restes arqueològiques. Els primers descobriments arqueològics foren realitzats per una comissió de l'Institut d'Estudis Catalans formada per P. Bosch i Gimpera i J. Colominas i publicats el 1926, es tracta de les pintures rupestres de la cova de l'Agulla. L'excavació de la cova de l'Aumediella fou duta a terme per Colominas. S'hi trobaren terrisses fetes a mà, llises i decorades amb cordons. D'època ibèrica hi ha diversos testimonis al terme (partida de l'Areneta, Xalamera, Mas de Catxorro), entre els quals es destaquen les restes d'un poblat al Castellet de la Roca Roja. Els darrers anys han tingut gran ressò les excavacions portades a terme en el jaciment d'Aldovesta, on s'han localitzat nombroses restes que proven la presència del comerç fenici a l'eix fluvial de l'Ebre.

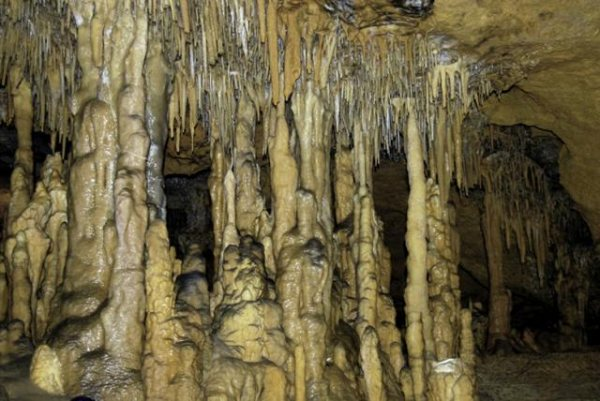
Coves de Benifallet.

- Coves de Benifallet,[7] dins del terme municipal es troben diverses coves naturals. Són les més famoses i conegudes de tot el territori. A la primavera de 1968, el Grup d'Espeleologia de Gràcia (Barcelona), en una campanya que van fer a la serra de Cardó, va trobar una sèrie de cavitats. Estudiant i investigant les coves que ja des de temps antics es coneixien a Benifallet com Coves de l'Aumidiella, de les quals consten troballes arqueològiques del Neolític, descobreixen la Cova Marigot, l'Avenc del Sifó i la Cova Meravelles, que s'afegiran a les ja existents, formant el que hom coneix en l'actualitat com a Coves de Benifallet.[8]

Aquestes, però, són importants per la gran quantitat i qualitat de formacions i concrecions que contenen (macarrons, gorgs, banderes, excèntriques... a més de les populars estalactites i estalagmites).
Cal destacar la cova Meravelles i la cova del Dos, atès que són les dues coves obertes al públic en aquest moment, encara que no en la seua totalitat.
- Antiga Estació de Benifallet.[9] Els orígens de l'Antiga Estació de Benifallet es remunten a principis del segle passat quan s'engegà el projecte de línia de ferrocarril de la Val de Zafán, que pretenia unir La Puebla de Hijar amb Tortosa. Dos tancaments de la línia, trams inacabats i la gran Batalla de l'Ebre, són només alguns dels episodis que escriuen i expliquen la història de la Via i l'Estació de Benifallet, testimonis directes d'un flux continu de la vida de mitjans del segle xx. No va ser fins al 1973, amb l'enfonsament del Túnel 28, quan es van enterrar els somnis de la Via i l'oblit progressiu de l'Estació.Gairebé 40 anys després, i amb l'antiga línia de ferrocarril reconvertida en Via Verda, l'Estació de Benifallet reneix. Rehabilitada, i amb servei d'allotjament i restauració, torna en nous temps per donar vida a noves històries.[10]

- Entorn fluvial del riu Ebre. Amb el llagut turístic.

## Altres llocs
- Aiguamoll de Garrupo Fondal amb poc pendent on s'hi estanca l'aigua a prop del mas i la pallissa de Garrupo[11][12]
- Aiguamoll de Panxon Lloc d'estancament d'aigües al torrent del Mas al camí Fontelles i Marelles[13][14]

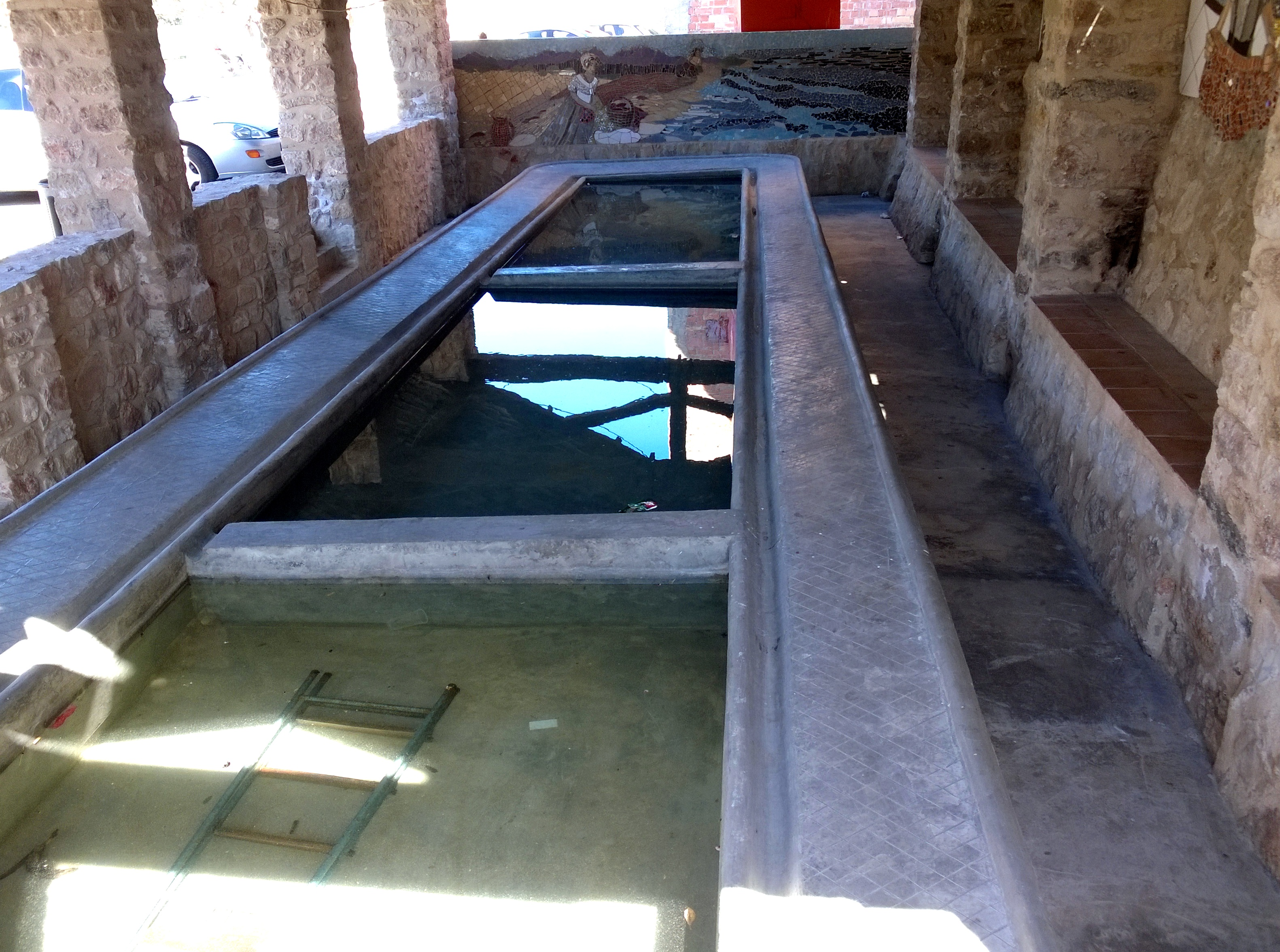
Safaretjos de Benifallet.

## Economia
La base de l'economia és l'agricultura. Des del segle xviii i fins a la fil·loxera es conreava vinya, després es substituí per plantacions d'oliveres, ametllers i garrofers. La transformació agrícola important es realitzà a partir dels anys 1940-1950, les terres d'al·luvió de les riberes foren transformades en horts, plantacions de presseguers i de cítrics. Destaca el cultiu de tarongers i, en menor mesura, oliveres i ametllers. Disposa de cooperativa agrícola: Cooperativa SAT Benifallet Fruits que dona feina a un bon nombre de treballadors. La població té mercat els dijous i disposa de consultori mèdic i farmàcia, botigues i un forn de pa, especialitzat en l'elaboració del pastisset de Benifallet.
Hi ha una llar d'infants i l'escola Pública "Llorenç Vallespí i Vidiella" que forma part de la ZER Riu i Serra.

## Cultura
Fins als anys cinquanta hi hagué un grup teatral, anomenat Grup Teatral Artístic. I una orquestra, la "Potenti", que feu actuacions des del 1953 fins 1986. Dels anys, 1983 al 1989, es va publicar la revista local, l'Ullal, que sortia cada 2 mesos, i del 1991 fins al 1998, una altra revista anomenada De Viva Veu. Des de finals dels segle xx, hi ha una grup de Jota, que es dedica a conrear la Jota ebrenca o tortosina arreu dels Països Catalans. Des de principis del segle xxi, hi ha una coral, anomenada "Cor de Cardó".

## Festes
Festes Majors
Les festes majors de Benifallet s'inicien el dia 7 de setembre i finalitzen el dia 11, diada de Catalunya, encara que alguns anys duraran uns dies més per tal de coincidir amb el cap de setmana. Les festes majors se celebren en honor de la Mare de Déu de Dalt i Sant Francesc.
Himne a la Mare de Déu de Dalt 
Santa Maria, Mare de Déu de Dalt, 
vetlleu des de l'ermita les nostres llars: 
doneu consol al pecador i al malalt. 
Benifallet per sempre us ha d'estimar!
Excelsa Mare i patrona, 
gran tresor dels nostres cors, 
vostre amor ens esperona: 
tothom troba en vós conhort. 
Doneu-nos vostra letícia: 
que visquem en llibertat, 
amb salut, pau i justícia, 
Fe, esperança i caritat.
Mn. Jesús Reboll 
La dansa típica de Benifallet és la Jota, i es balla a la plaça de l'església, on totes les noies porten el tradicional mantó de manila.
Festa de Quintos
El desembre es continua celebrant la festa dels "quintos"; antigament aquesta celebració servia perquè els joves que marxaven al servei militar recollissin fons. Encara que el servei militar ha deixat de ser obligatori, la tradició continua amb algunes revetlles populars.
Firebre: Fira de turisme, navegació fluvial i aventura
Aquesta fira pretén impulsar la gran varietat d'activitats que ens permet fer el riu Ebre i donar a conèixer els encants turístics del nostre municipi. Una fira plena de vida que compta amb un seguit d'estands i paradetes per conèixer empreses dedicades a aquest sector i per gaudir d'un cap de setmana diferent. També s'organitza un dinar popular, entre altres activitats.

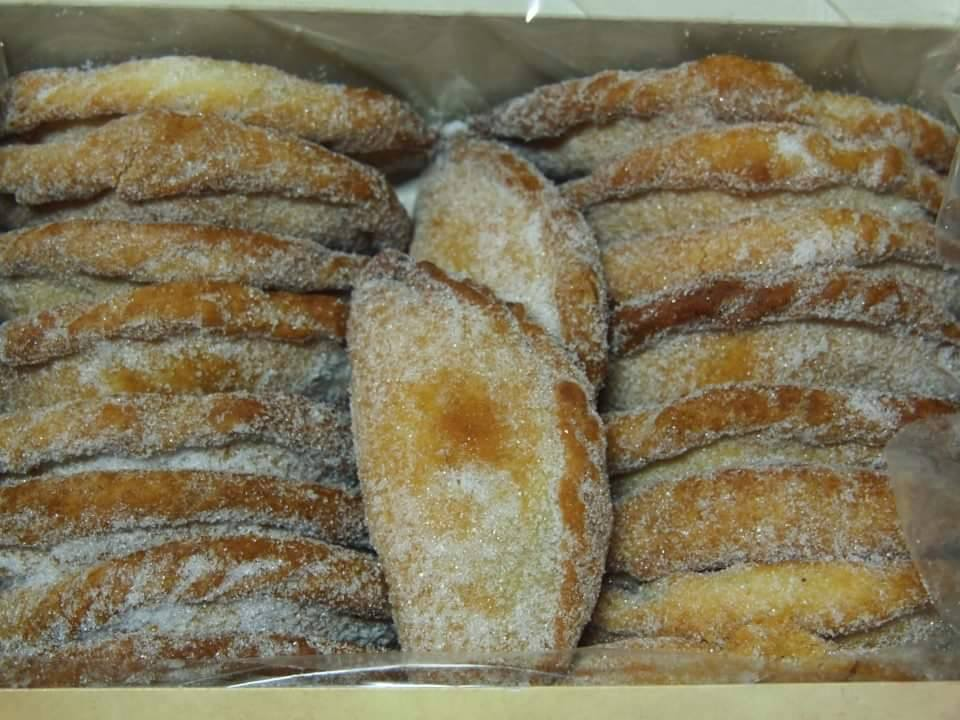
Pastissets de Benifallet

## Turisme
L'atractiu turístic de Benifallet es basa en l'explotació de les Coves Meravelles, i la navegabilitat del Riu Ebre.

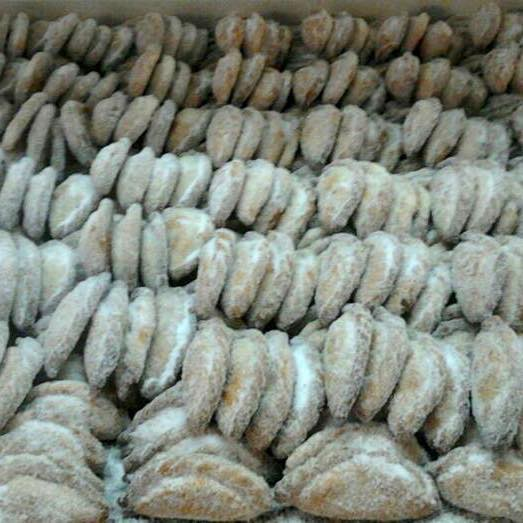
Pastissets de Benifallet

## Eleccions municipals
Nombre de regidors per partit
| PSC                                                                          | 5 | 9 | 4  | 3  | 2 | 2 | 1  | 1 | 2 | 4 | 5 | 5 |
| PP                                                                           | - | - | 1  | 0  | - | 0 | -  | - | 0 | - | - | - |
| ERC                                                                          | - | - | -  | -  | - | - | -  | 5 | 4 | 3 | 2 | 2 |
| CiU                                                                          | - | - | 2  | 0  | 5 | 5 | 3  | 1 | 1 | 0 | - | - |
| UCD                                                                          | 4 | - | -  | -  | - | - | -  | - | - | - | - | - |
| Altres                                                                       | - | - | 2a | 4a | - | - | 3b | - | - | - | - | - |
| Total                                                                        | 9 | 9 | 9  | 7  | 7 | 7 | 7  | 7 | 7 | 7 | 7 | 7 |
| a Grup Independent Benifalletenc; b Independents Units per Benifallet - FIC; |   |   |    |    |   |   |    |   |   |   |   |   |

## Gastronomia
Un dels referents gastronòmics de Benifallet són els pastissets amb una potent comercialització del producte arreu del territori.